# Хакка
Хакка (кит.: 客家; хакка: Hak-kâ) — субетнічна група китайців (хань), що проживає переважно в південно-східній частині Китаю (провінції Цзянсі, Фуцзянь, Гуандун), на Тайвані, в Гонконзі, інших країнах Південної та Південно-Східної Азії, Австралії, Океанії, деяких країнах Європи, Північної та Південної Америки.

## Походження
Вважається, що етнонім «хакка» виник за часів панування династії Сун (960—1279) й означає «родини, що прийшли» або «гостьові родини». На думку багатьох науковців, слово «хакка» не є самоназвою, а було надано народу корінними жителями тих територій, до яких мігрували хакка.
Сучасні хакка вважаються нащадками уродженців північного Китаю (Шаньдун, Шаньсі, Хенань), які переселились із півночі на південь країни в Середньовіччі під впливом війн та інших історичних обставин. Від інших представників китайського етносу хакка відрізняються власним мовним діалектом (кецзя хуа), звичаями та традиціями, деякими особливостями матеріальної культури й високою соціальною згуртованістю. В багатьох країнах, у тому числі у Тайвані, Індонезії та Малайзії, хакка здавна відіграють помітну роль у великому бізнесі, суспільному й політичному житті.